# Costituzione dell'Argentina

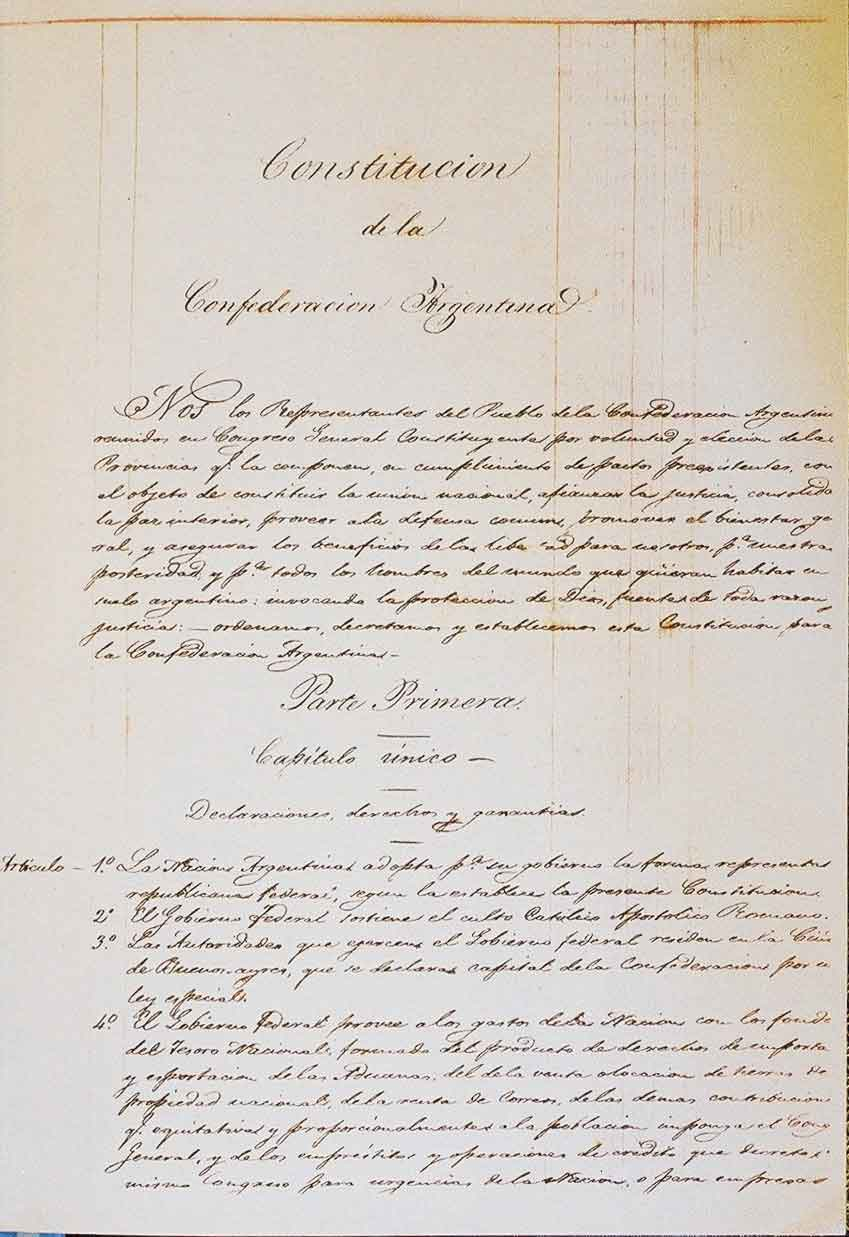
Preambolo della Costituzione

La Costituzione in Argentina venne proclamata per la prima volta nel 1853 da un'Assemblea costituente nella città di Santa Fe. Essa stabilì una Repubblica presidenziale basata su un sistema federale.
Venne riformata per sette volte, l'ultima nel 1994, undici anni dopo la caduta della dittatura militare iniziata nel 1976. Il processo di revisione non è opera del Congresso, che si limita a sottolinearne la necessità: si forma allora un'apposita assemblea, detta Convenzione costituente, i cui membri sono comunque appoggiati dai partiti, che si scioglie non appena la revisione è compiuta.
Il testo costituzionale si compone di due parti:
- Prima parte: Declaraciones, Derechos y Garantías (dichiarazioni, diritti e garanzie, art. 1-43)
- Seconda parte: Autoridades de la Nación (autorità della nazione, art. 44-129)

Hanno il rango costituzionale diversi trattati internazionali come la Dichiarazione Americana dei Diritti e dei Doveri dell'Uomo e la Dichiarazione universale dei diritti dell'uomo.
Il Capo dello Stato argentino non ha, secondo la Costituzione, la possibilità di legiferare, che spetta invece al Congresso: può farlo solo emettendo, in situazioni - limite, decreti di necessità e di urgenza. Queste situazioni però, negli ultimi decenni, sono diventate all'ordine del giorno.